# 캄 노우
캄 노우(카탈루냐어: Camp Nou: [kamˈnɔw], "새 경기장"이라는 뜻, 스페인어: Camp Nou 캄프 노우[*])는 스페인 바르셀로나에 위치한 축구 경기장이다. 관중 수용인원은 99,876명이고, 유럽에서 가장 큰 축구 경기장이며, 세계에서 11번째로 큰 경기장이다. FC 바르셀로나의 홈 경기장이기도 하다. 원래 경기장의 공식 이름은 에스타디 델 FC 바르셀로나(카탈루냐어: Estadi del FC Barcelona, 'FC 바르셀로나 경기장'이라는 뜻)였는데, 2000년에 클럽 회원들이 경기장 이름을 아예 그 별명으로 바꿔버리자는 요구를 하여, 이름을 캄 노우로 변경한 바 있다. 영어식으로 발음된 '캄프 누', '누 캄프'라고도 불린다. 명명권 계약에 따라 공식적으로 스포티파이 캄 노우라고 부른다.
2022년 3월 15일, 음악 스트리밍 서비스 업체인 스포티파이가 FC 바르셀로나와 4년간 총 3억 1,000만 달러(한화 약 4,024억원)에 경기장 명명권 및 유니폼, 트레이닝복과 관련한 제휴 계약을 체결했다고 발표했다. 2022년 4월 3일에 FC 바르셀로나의 임시 이사회 총회에서 89%의 찬성표로 스포티파이와의 후원 계약을 승인했고, 2022년 7월 1일부터 스포티파이 캄 노우(Spotify Camp Nou)로 공식 명칭이 변경되었다. 이로써 캄 노우는 1958년 개장 후 처음으로 후원사의 명칭을 구장명에 넣게 되었다.

## 역사

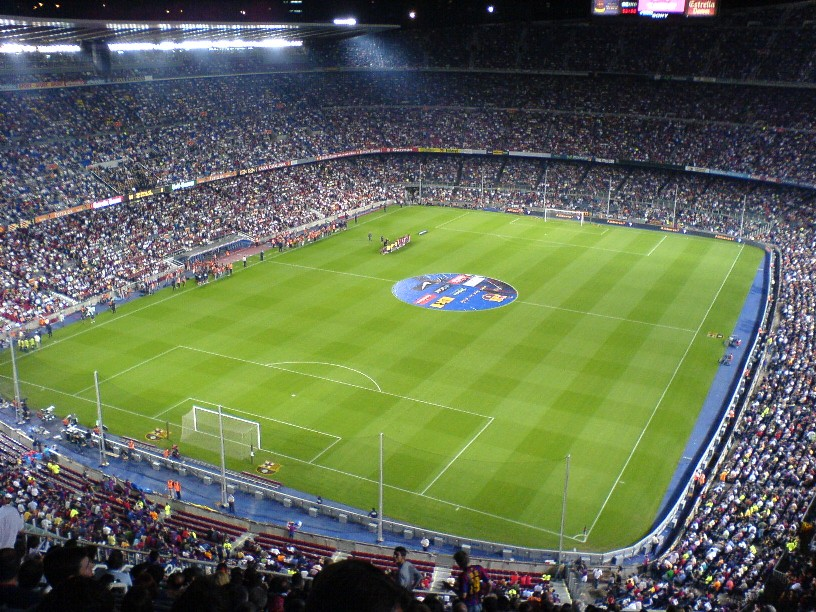
경기장 내부

1950년대 당시 FC 바르셀로나는 캄 데 레스 코르츠 경기장을 사용하면서, 1951년과 1953년 사이에 많은 우승 트로피를 들어올리는 등 많은 성장을 하였다. 구단의 명성이 높아짐에 따라 기존 경기장이 60,000명을 수용할 수 있지만 노후화되어 이용하기에 부적당한 것으로 여겨져 새로운 경기장의 건립의 필요성이 대두된 후 실행에 옮기게 되었다. 당시 회장인 아구스티 몬탈 갈로바르트 하에서 캄 데 레스 코르츠에서 멀지 않은 지역 일대를 매입하였고, 구단의 새 회장인 프란세스크 미로-산스는 그 지역에 새 구장을 건설하기로 하였다. 프란세스크 미트한스-미로, 로렌소 가르시아 바르본, 호셉 소테라스 마우리가 구체적인 계획을 세운 뒤 1954년 3월 28일에 첫 기공을 하였다. 3년 후 새 경기장 건설이 완료되었고, 바르셀로나 대주교가 이를 축복하는 특별 행사와 함께 게오르크 프리드리히 헨델의 《메시아》를 공연한 뒤 1957년 9월 24일에 경기장을 개장하였다. 건설 비용은 기존 계획보다 400% 인상된 총 2억 8,800만 페세타였으며, 이를 갚기 위해 구단은 그 후 여러 해 동안 부채를 지불하였다. 경기장 수용 인원은 상황에 따라 다양하여, 개장 당시에는 106,146명을 수용하였고 1982년 FIFA 월드컵 당시에는 수용 인원이 121,749명에 달하였다. 1990년대 후반 UEFA에서 모든 경기장의 입석을 금지하자, 수용 인원은 99,354명으로 줄어들게 되었다.
2016년 캄 노우 증축공사 및 재개발을 발표했다. 수용 인원은 100,500명이다. 경기장 모든 자리의 상층을 공사하기에 경기의 진행 여부와는 크게 상관이 없어서 공사가 진행되는 동안 경기는 그대로 진행될 것으로 보인다. 공사는 2017-18시즌에 시작해 2020-21시즌에 마무리가 되었다.

## 주요 경기

### 1964년 유러피언 네이션스컵
| 날짜            | 팀 1   | 스코어         | 팀 2   | 라운드  |
| --------------- | ------ | -------------- | ------ | ------- |
| 1964년 6월 17일 | 덴마크 | 0 - 2          | 소련   | 준결승  |
| 1964년 6월 20일 | 헝가리 | 3 - 1 (연장전) | 덴마크 | 3-4위전 |

### 1982년 FIFA 월드컵
| 날짜            | 팀 1       | 스코어 | 팀 2     | 라운드      |
| --------------- | ---------- | ------ | -------- | ----------- |
| 1982년 6월 13일 | 아르헨티나 | 0 - 1  | 벨기에   | 1라운드 3조 |
| 1982년 6월 28일 | 벨기에     | 0 - 3  | 폴란드   | 2라운드 A조 |
| 1982년 7월 1일  | 벨기에     | 0 - 1  | 소련     | 2라운드 A조 |
| 1982년 7월 4일  | 소련       | 0 - 0  | 폴란드   | 2라운드 A조 |
| 1982년 7월 8일  | 폴란드     | 0 - 2  | 이탈리아 | 준결승      |

### 1992년 하계 올림픽
| 날짜            | 팀 1           | 스코어 | 팀 2           | 라운드  |
| --------------- | -------------- | ------ | -------------- | ------- |
| 1992년 6월 24일 | 이탈리아       | 2 - 1  | 미국           | A조     |
| 1992년 8월 1일  | 폴란드         | 2 - 0  | 카타르         | 8강     |
| 1992년 8월 2일  | 스웨덴         | 1 - 2  | 오스트레일리아 | 8강     |
| 1992년 8월 5일  | 폴란드         | 6 - 1  | 오스트레일리아 | 준결승  |
| 1992년 8월 7일  | 오스트레일리아 | 0 - 1  | 가나           | 3-4위전 |
| 1992년 8월 8일  | 폴란드         | 2 - 3  | 스페인         | 결승    |

### 기타 경기
| 날짜            | 팀 1                   | 스코어 | 팀 2                     | 비고                                     |
| --------------- | ---------------------- | ------ | ------------------------ | ---------------------------------------- |
| 1958년 5월 1일  | FC 바르셀로나          | 6 - 0  | 런던 XI                  | 1955-58년 인터시티스 페어스컵 결승 2차전 |
| 1960년 4월 1일  | FC 바르셀로나          | 4 - 1  | 버밍엄 시티 FC           | 1958-60년 인터시티스 페어스컵 결승 2차전 |
| 1962년 9월 12일 | FC 바르셀로나          | 1 - 1  | 발렌시아 CF              | 1961-62년 인터시티스 페어스컵 결승 2차전 |
| 1963년 6월 23일 | FC 바르셀로나          | 3 - 1  | 레알 사라고사            | 코파 델 레이 1962-63 결승                |
| 1964년 6월 25일 | 레알 사라고사          | 2 - 1  | 발렌시아 CF              | 1963-64년 인터시티스 페어스컵 결승       |
| 1966년 9월 14일 | FC 바르셀로나          | 0 - 1  | 레알 사라고사            | 1965-66년 인터시티스 페어스컵 결승 1차전 |
| 1970년 6월 28일 | 레알 마드리드 CF       | 3 - 1  | 발렌시아 CF              | 코파 델 레이 1969-70 결승                |
| 1971년 9월 22일 | FC 바르셀로나          | 2 - 1  | 리즈 유나이티드 AFC      | 인터시티스 페어스컵 트로피 플레이오프    |
| 1972년 5월 24일 | 레인저스 FC            | 3 - 2  | FC 디나모 모스크바       | UEFA 컵위너스컵 1971-72 결승             |
| 1982년 5월 12일 | FC 바르셀로나          | 2 - 1  | 스탕다르 리에주          | UEFA 컵위너스컵 1981-82 결승             |
| 1989년 5월 24일 | AC 밀란                | 4 - 0  | FC 스테아우아 부쿠레슈티 | 유러피언컵 1988-89 결승                  |
| 1999년 5월 26일 | 맨체스터 유나이티드 FC | 2 - 1  | FC 바이에른 뮌헨         | UEFA 챔피언스리그 1998-99 결승           |

## 같이 보기
- FC 바르셀로나
- 1964년 유러피언 네이션스컵
- 1982년 FIFA 월드컵
- 1992년 하계 올림픽
- UEFA 경기장 등급